# Nelson Vera
Nelson Antonio Vera Contreras (n. Cabildo, V Región de Valparaíso, Chile, 19 de junio de 1991), es un futbolista chileno que juega de defensa.

## Trayectoria
Formado en la cantera Universidad Católica paso a las divisiones inferiores de Santiago Wanderers a mediados del 2009 debutando a fines de octubre del 2009 en el primer equipo del cuadro porteño para disputar la última fecha del Torneo de Clausura de la Primera B de Chile donde finalmente debuta como titular, tras su debut continua en el primer equipo porteño jugando algunos partidos en la Primera División.
Tras no participar en ningún partido oficial la temporada 2011 es desafectado del club quedando como jugador libre.
En el año 2013, forma parte del club Unión La Calera, club de la Primera División Chilena, debutando en el primer partido del Torneo Transición 2013, en donde se enfrentaron Unión La Calera y Deportes Antofagasta en el Estadio Municipal Nicolas Chahuan, en donde hace de local el elenco de la Quinta Región. El partido concluyó con victoria de Unión La Calera por 2-1 y con participación activa de Nelson Vera.

## Selección nacional
Ha sido preseleccionado en las divisiones inferiores de la selección chilena pero no ha sido seleccionado de forma definitiva ni ha disputado torneos oficiales por la selección.

## Clubes
| Club               | País  | Año         |
| ------------------ | ----- | ----------- |
| Santiago Wanderers | Chile | 2009 - 2011 |
| Unión La Calera    | Chile | 2013 - 2014 |
| San Antonio Unido  | Chile | 2015 - 2016 |
| Unión La Calera    | Chile | 2016 - 2017 |
| CD Flecha La Ligua | Chile | 2020 - act. |

## Estadísticas
| Equipo                   | Temporada           | Liga Local | Liga Local | Copas Local(1) | Copas Local(1) | Competición Internacional(2) | Competición Internacional(2) | Total | Total |
| Equipo                   | Temporada           | PJ         | Goles      | PJ             | Goles          | PJ                           | Goles                        | PJ    | Goles |
| ------------------------ | ------------------- | ---------- | ---------- | -------------- | -------------- | ---------------------------- | ---------------------------- | ----- | ----- |
| Santiago Wanderers Chile | Clausura 2009 (*)   | 1          | 0          | --             | --             | --                           | --                           | 1     | 0     |
| Santiago Wanderers Chile | 2010                | 5          | 0          | --             | --             | --                           | --                           | 5     | 0     |
| Santiago Wanderers Chile | Apertura 2011       | --         | --         | --             | --             | --                           | --                           | --    | --    |
| Santiago Wanderers Chile | Clausura 2011       | --         | --         | --             | --             | --                           | --                           | --    | --    |
| Santiago Wanderers Chile | Total               | 6          | 0          | --             | --             | --                           | --                           | 6     | 0     |
| Total de su Carrera      | Total de su Carrera | 6          | 0          | --             | --             | --                           | --                           | 6     | 0     |

Estadísticas actualizadas a la fecha: 26 de septiembre de 2010.
- 1Las copas locales se refieren a la Copa Chile.
- (*) Goles y partidos de Segunda División